# Johannes-Stelling-Straße

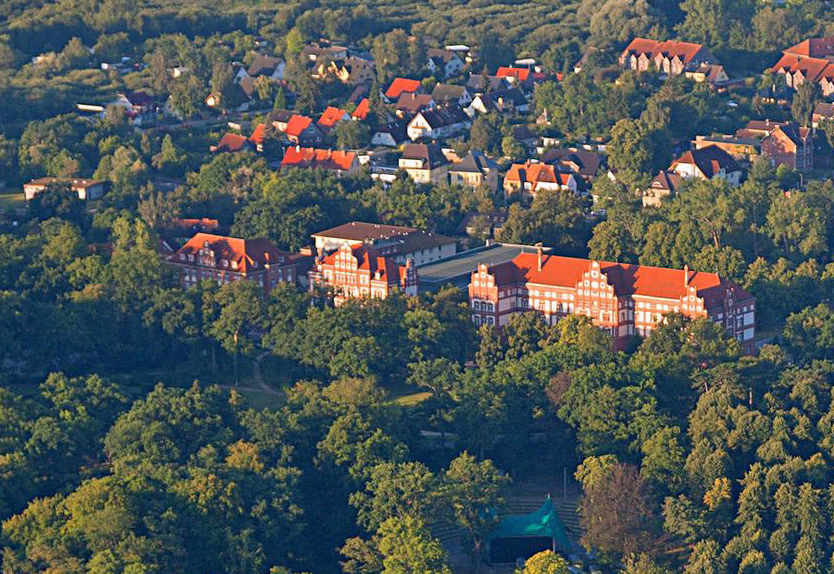
Nr. 31:Finanzamt-Nebenstelle
Nr. 29: Landesbibliothek
Nr. 21: Neue Artilleriekaserne

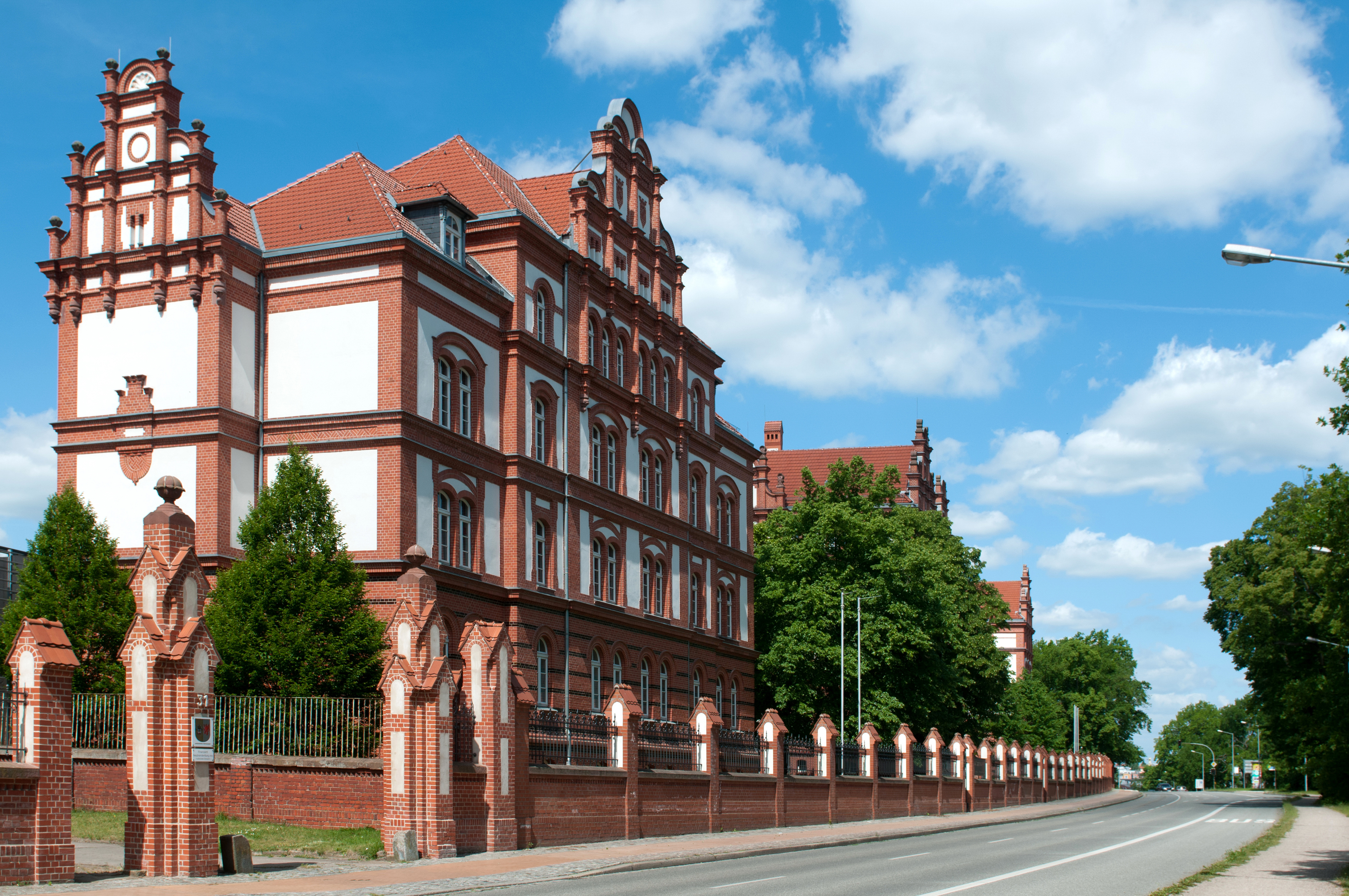
Nr. 29: Landesbibliothek

Die historische Johannes-Stelling-Straße befindet sich in Schwerin, Stadtteil Ostorf (Ostorfer Berg) an der Grenze zur Gartenstadt. Die 1100 Meter lange Straße führt oberhalb des Schweriner Schlossgartens in Nord-Süd-Richtung von der Graf-Schack-Allee / Platz der Jugend bis zur Lennéstraße am Faulen See.

## Nebenstraßen
Die Nebenstraße und Anschlussstraßen wurden benannt als Platz der Jugend, Graf-Schack-Allee nach dem Dichter, Kunst- und Literaturhistoriker sowie Juristen Graf Adolf Friedrich von Schack (1815–1894), Lutherstraße nach dem Reformator, Lischstraße nach dem Prähistoriker, Archivar und Bibliothekar Georg Christian Friedrich Lisch (1801–1883), Jägerweg, der zum großherzoglichen Jägerhof von 1856 führte, Burgseestraße nach dem nahen Burgsee, Schleifmühlenweg nach der Schleifmühle Schwerin von 1705, Adam-Scharrer-Weg nach dem sozialistischen Schriftsteller (1889–1948), unbenannter Weg, Ludwigsluster Chaussee nach der Residenzstadt Ludwigslust und Lennéstraße nach dem preußischen Gartenkünstler Peter Joseph Lenné (1789–1866).

## Geschichte

### Name
Die Straße wurde um 1945 nach dem sozialdemokratischen Politiker, Innenminister (1919–1924) und Ministerpräsidenten (1921–1924) des Freistaates Mecklenburg-Schwerin Johannes Stelling (1877–1933) benannt. Aufgrund seiner Prominenz und entschiedenen Haltung gegen die nationalsozialistische Diktatur wurde er durch die SA in der Köpenicker Blutwoche misshandelt, gefoltert und ermordet.
Zuvor hieß sie von um 1934 Dietrich-Eckart-Straße nach dem antisemitischen, rechtsextremen Publizisten (1868–1923).

### Entwicklung

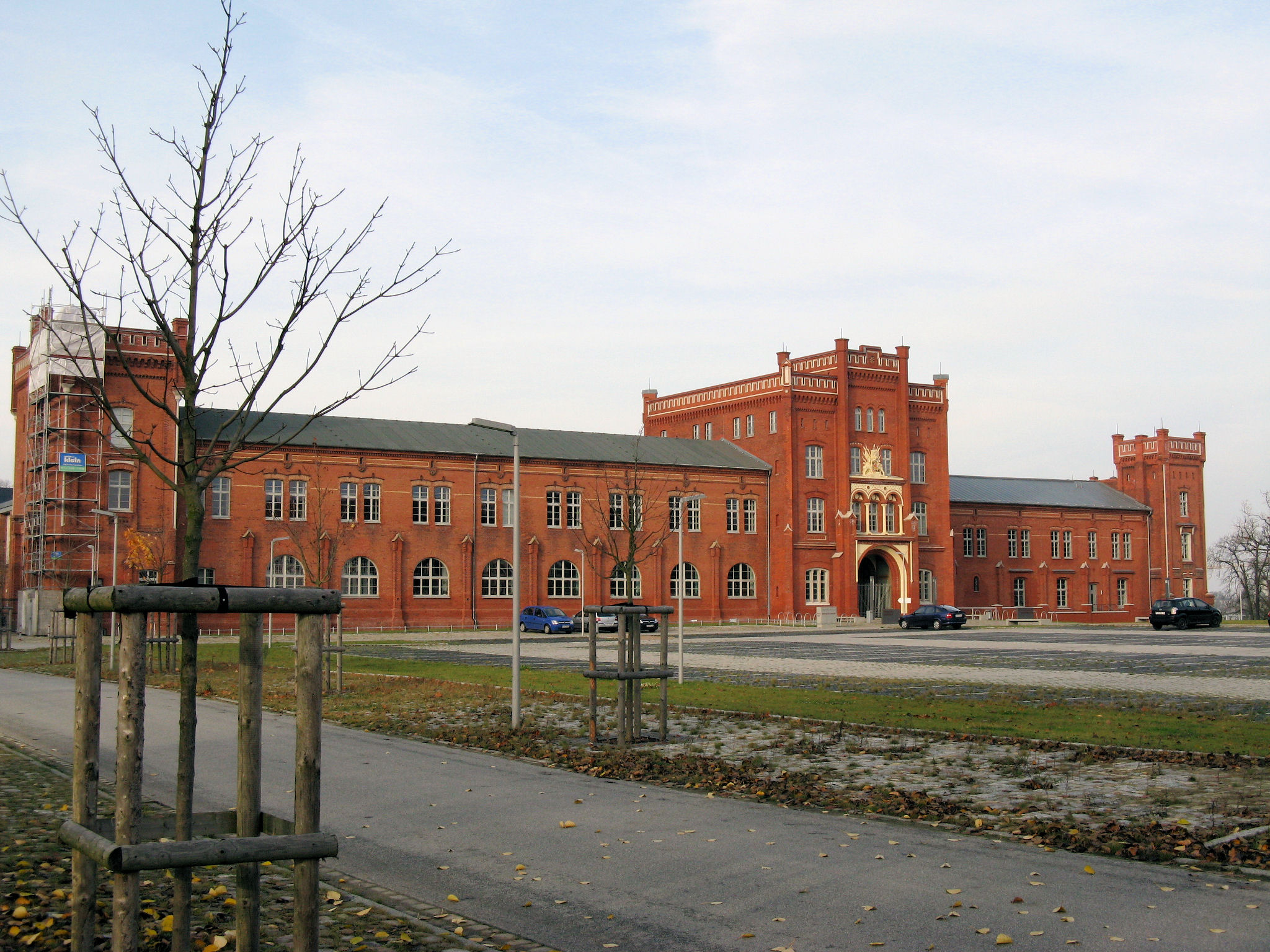
Nr. 15: Alte Artilleriekaserne, heute Finanzamt

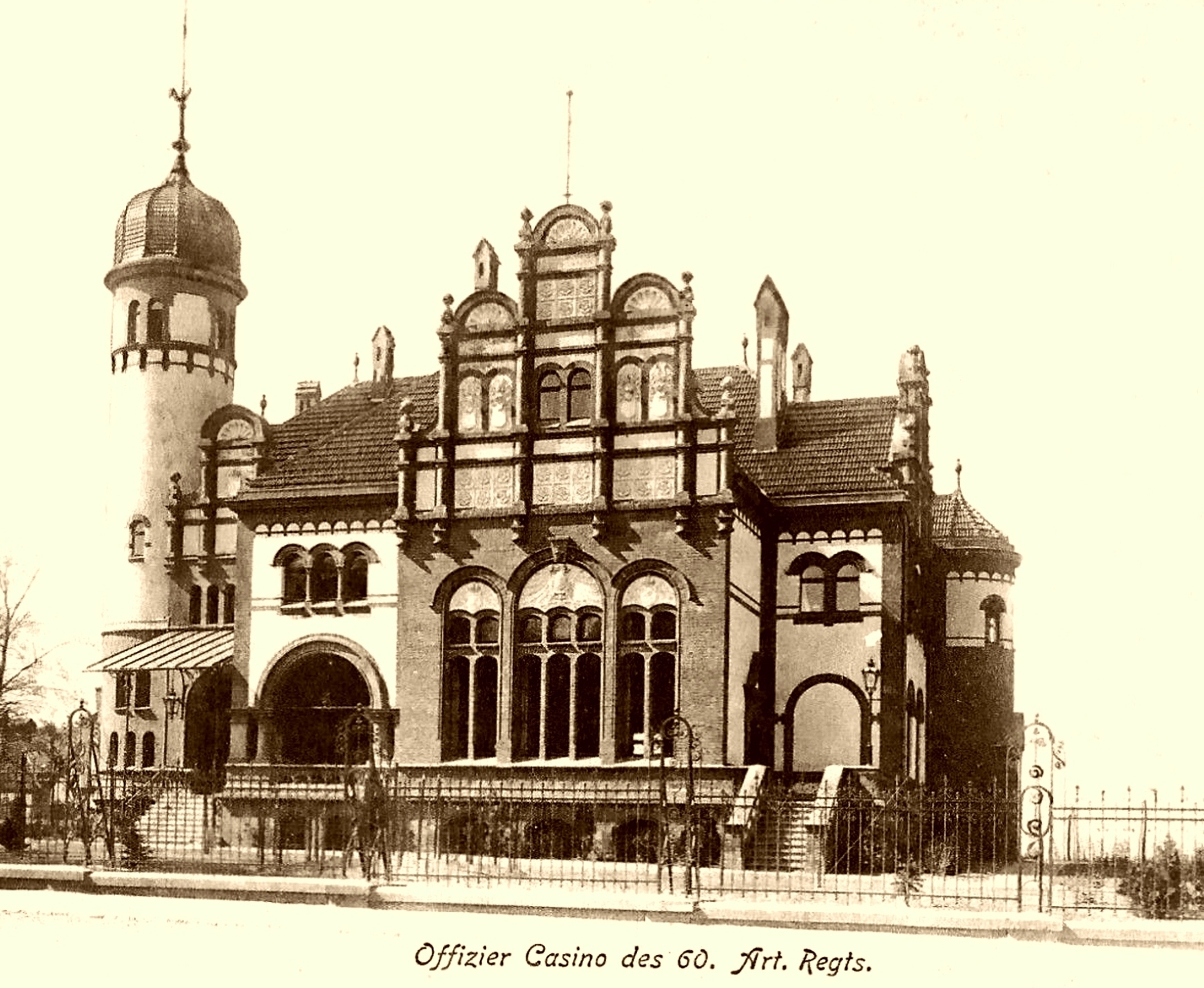
Nr. 19: Offizierskasino

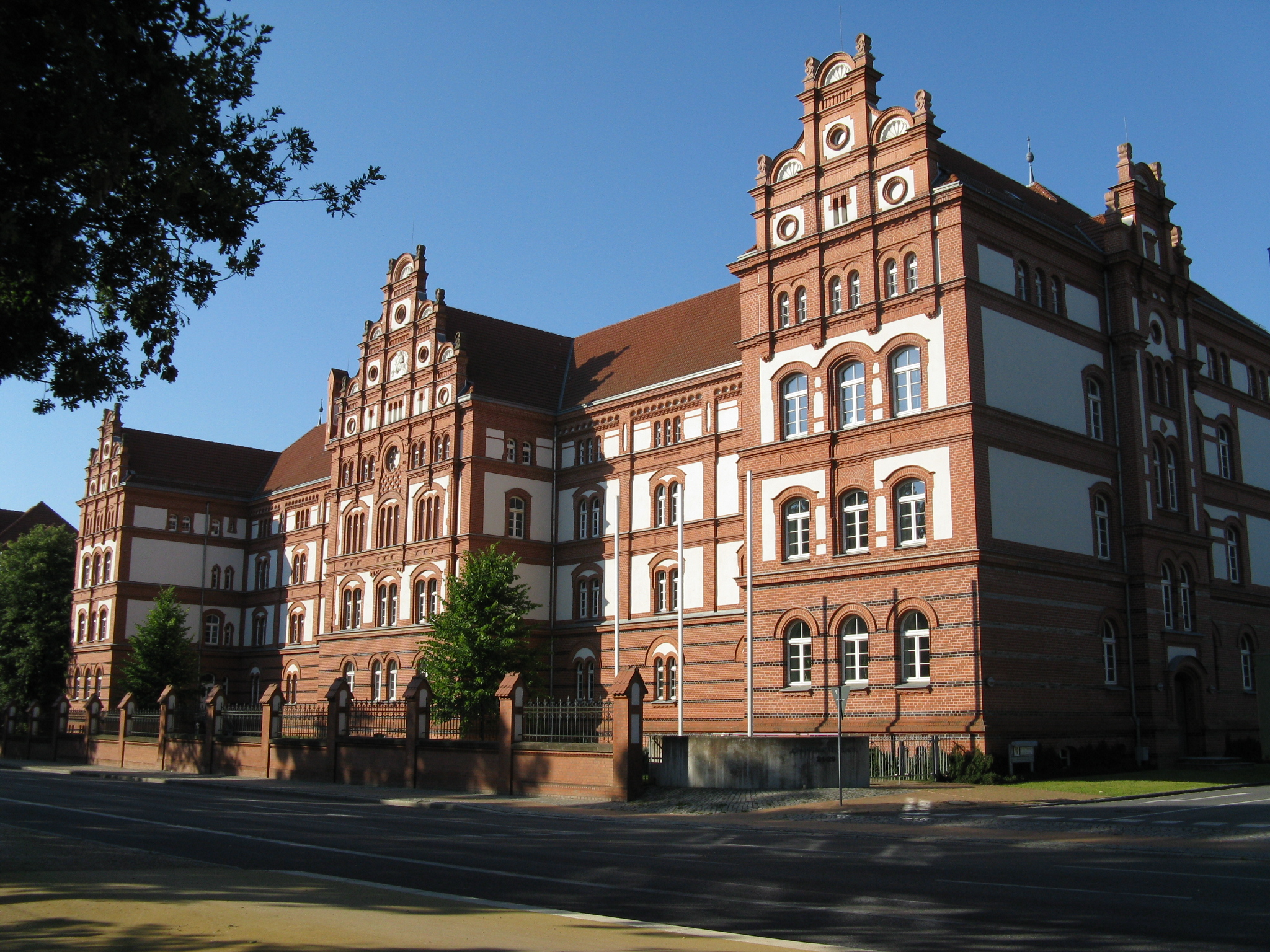
Nr. 21: Ehem. neue Kaserne

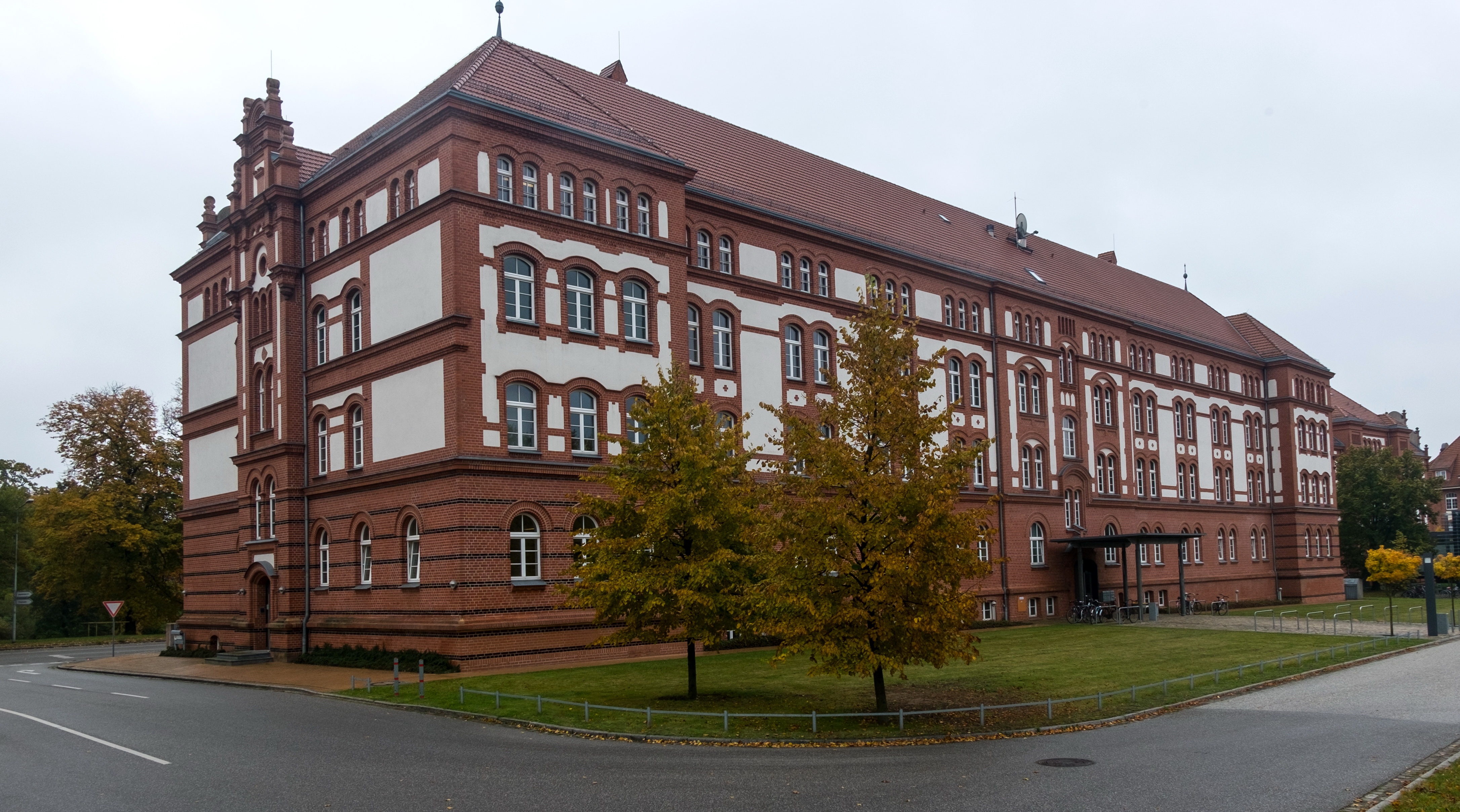
Nr. 21: Rückseite

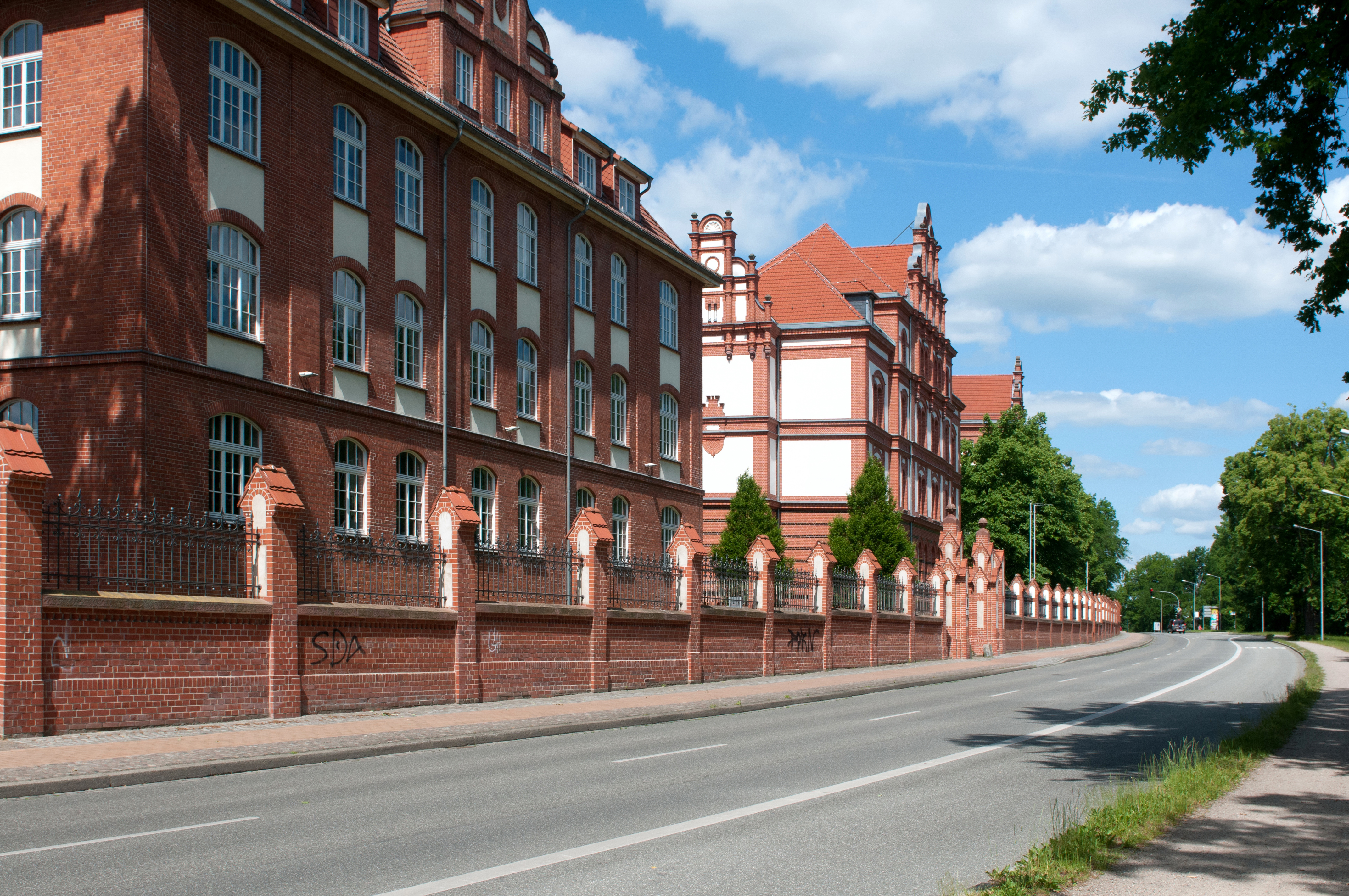
Nr. 31 + Nr. 29 (Bibliothek)

Schwerin war Garnisonsstadt für verschiedene Truppenteile des Mecklenburger Militärs. Das Großherzoglich Mecklenburgische Feldartillerie-Regiment Nr. 60 und seine Vorläuferabteilungen hatten ihren Standort in Schwerin. Die Alte Artilleriekaserne von 1861/62 wurde auf dem später so genannten Artillerieberg gebaut. Es folgten 1899 die Neue Artilleriekaserne und Wohnbauten sowie 1900 das Offizierskasino. Diese Gebäude wurden nach 1991 saniert für neue Nutzungen u. a. als Finanzamt Schwerin, Landesbibliothek und Stadtarchiv.
Verkehrlich wird die Straße durch die Buslinien 8 und 14 der Nahverkehr Schwerin GmbH (NVS) tangiert und von Linie 19 erschlossen.
Von 1974 bis 2014 führte eine Brücke über den Straßenzug Ludwigsluster Chaussee und An der Crivitzer Chaussee zur Hagenower Straße und der Krösnitz/Ostorf.

## Gebäude, Anlagen (Auswahl)

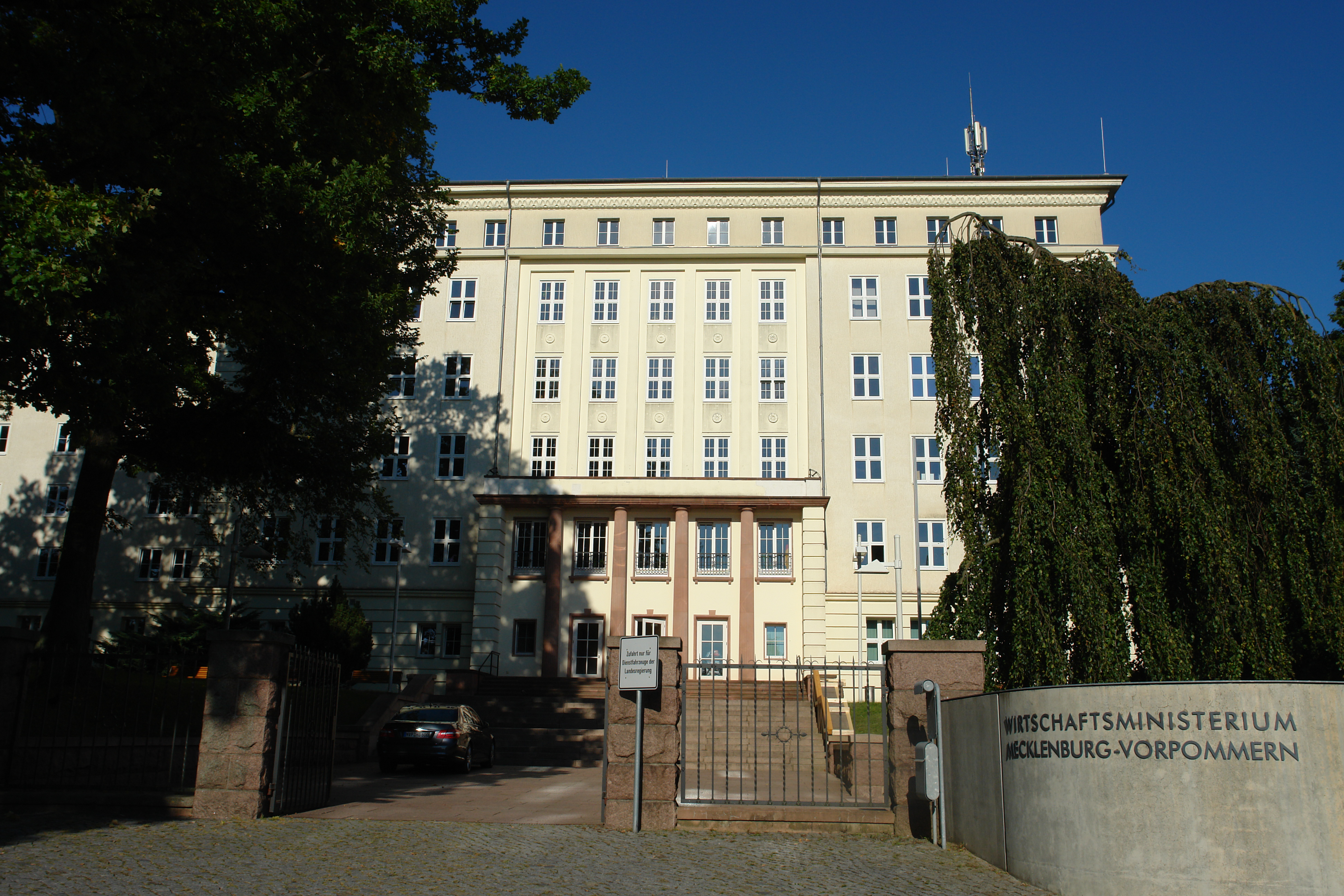
Nr. 14: Wirtschaftsministerium

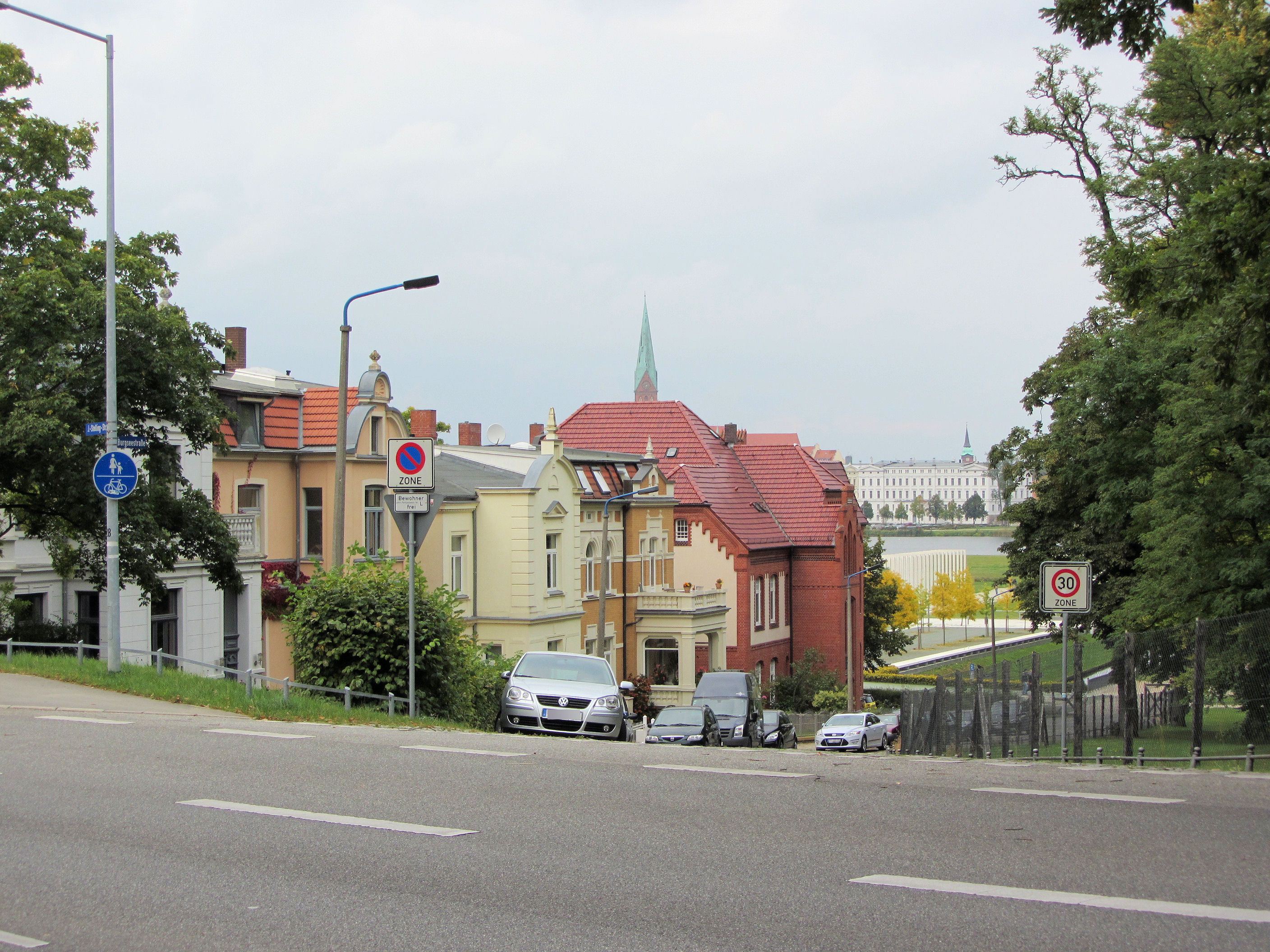
Ostblick Höhe Burgseestraße

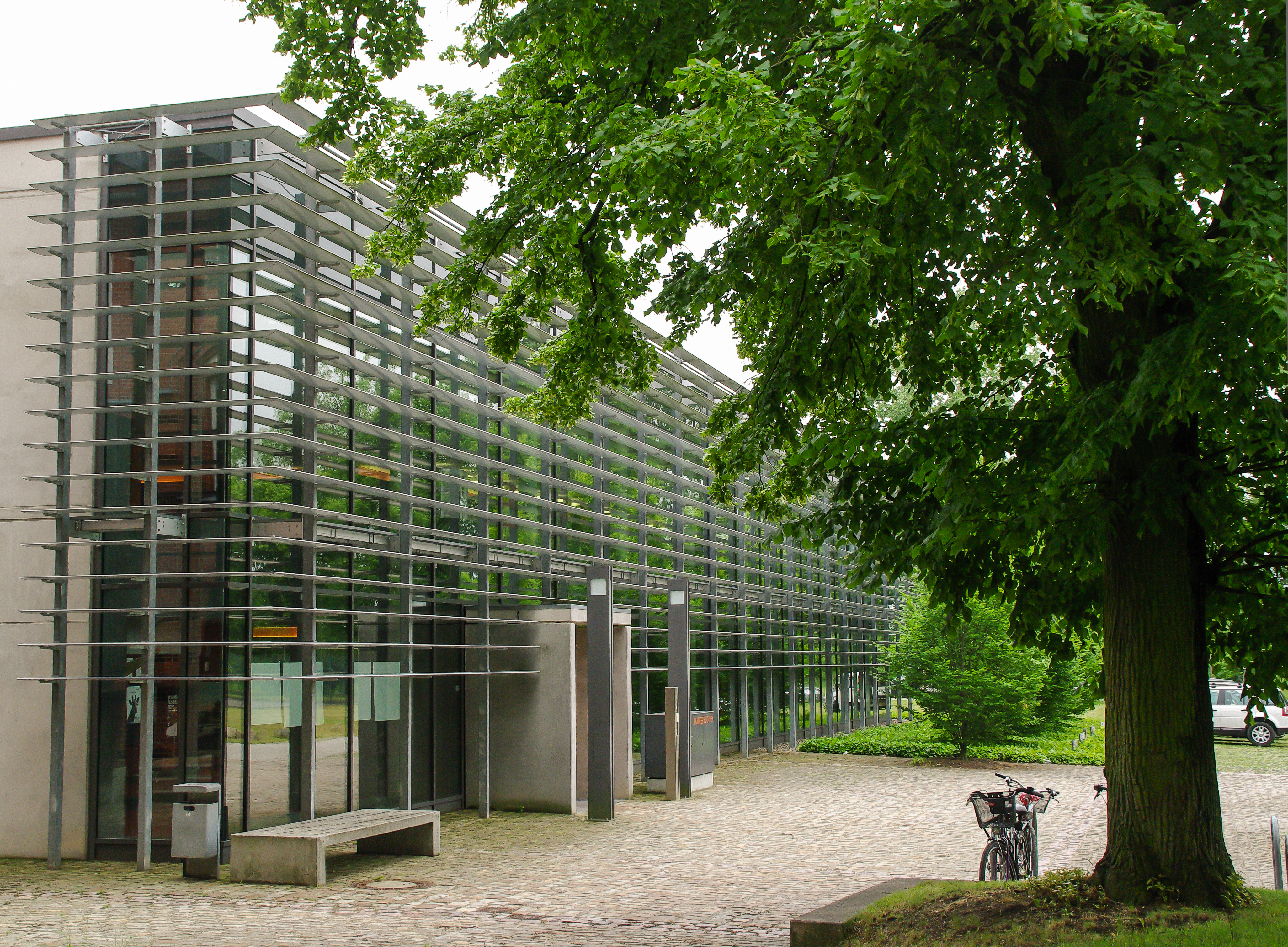
Nr. 29: Landesbibliothek

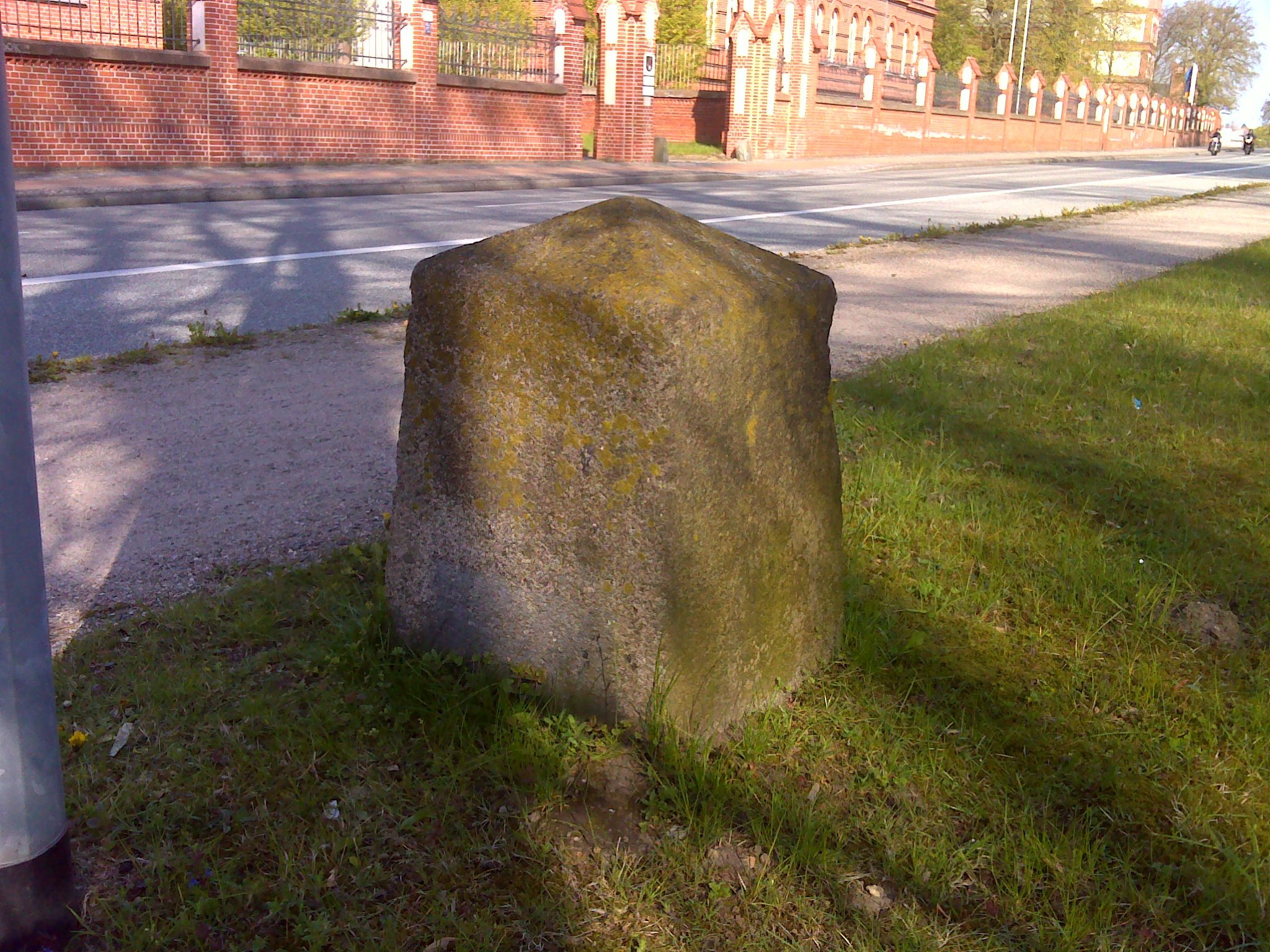
Halbmeilenstein bei Nr. 29

An der Straße stehen zumeist zwei- bis viergeschossige Gebäude. Die mit (D) gekennzeichneten Häuser stehen unter Denkmalschutz.
- Platz der Jugend: Zwei klassizistische Berliner Torhäuser von 1844 (D) auf beiden Seiten der Straße, Säulen mit dorischem Kapitell
- Ostseite: Wendeschleife der Straßenbahn mit öffentlicher Toilette von der Nahverkehr Schwerin GmbH
- Jägerweg Nr. 2 die Uhle’sche Villa: 2-gesch.  Villa des Weinhändlers Uhle von 1904 (D) nach Plänen von Carl Frese; heute Sitz der Landeszentrale für politische Bildung Mecklenburg-Vorpommern
- Burgseestraße Nr. 5: 2-gesch. verputztes Wohnhaus mit 3-gesch. Ecktürmchen
- Nr. 1: 2-gesch. verputzte neoklassizistische Villa (D) mit Mittelrisalit, heute Büros und Kanzlei
- Nr. 2/3: Zwei baugleiche 2-gesch. verklinkerte Gebäude des ehem. großherzoglichen Jägerhofs von 1852–1856 und 1860–1861 (D) nach Plänen von Hermann Willebrand mit Walmdach und Giebelrisalit; heute Stadtarchiv Schwerin, Archivdirektor Dr. Bernd Kasten
  - Dahinter das 1-gesch. Jagdzeughaus, heute Wirtschaftsgebäude; abgerissen wurden zwei Stallgebäude mit der Hundewärterwohnung
- Nr. 4: 2-gesch. verklinkerte ehem. Villa, die später ein Dachgeschoss erhielt; heute Wohnungen und Büros
- Nr. 9/11: 2-gesch. 26-achsige verklinkerte ehem. Alte Artilleriekaserne von 1861/62 nach Plänen des Militärbaumeisters Wachenhusen mit 3-gesch. Mittelteil in U-Form wie ein Kastell mit zwei 2- und 3-gesch. 20-achsigen Seitenflügel als Eckrisalite (D) nach Plänen von Militärbaurat Ludwig Wachenhusen (1818–1889) sowie Überreste der ehemaligen 1-gesch. Reithalle, Fassade mit Formsteinen und Terrakottaelementen verziert; Umbau und Sanierung von 2000 bis 2019 nach Plänen von Rimpel Leifels Architekten, wobei bei der Reithalle als heutiges Depot die Backstein-Außenmauern erhalten blieben, die einen modern gestalteten höheren Kern umschließen;[2] heute Finanzamt Schwerin, 2012 erhielt das Projekt eine Anerkennung beim Landesbaupreis MV
- Ostseite Nr. 10: Freilichtbühne Schwerin mit Blick auf Schloss; Zuschauer bis zu 2600, stehend max. 5000
- Ostseite: erhaltener Heckengarten der BUGA 2009 in Schwerin
- Nr. 14: 5- und 6-gesch. 48-achsiges verputztes Bürogebäude von 1952/54 (D), gebaut nach Plänen von Franz Schiemer und Heinrich Handorf als Institut des Zentralkomitees der SED und Landesparteischule mit Mensa, hinterem Saalgebäude und seitlichem 1-gesch. Flügelanbau, heute (2020):
  - Wirtschaftsministerium seit 1990
  - Referate Bauleitplanung und Stadtentwicklung/Städtebauförderung der Abteilung Bau des Ministeriums für Energie, Infrastruktur und Digitalisierung Mecklenburg-Vorpommern
- Nr. 19: 2-gesch. ehem. Offizierskasino des Feldartillerie-Regiments Nr. 60 von 1900 (D) im Stil der historisierenden Neorenaissance nach Plänen des preußischen Baurats Oscar Wutsdorff mit 4-gesch. Giebelrisalit als schmuckvolle Schaufassade, 3-gesch. Seitengiebel und 6-gesch. Türmchen mit Glockenhaube. Das im nachempfundenen Johann-Albrecht-Stil des 16. Jahrhunderts gestaltete Gebäude ähnelt u. a. dem Fürstenhof (Wismar), Schloss Wiligrad, Landesbibliothek Mecklenburg-Vorpommern und Schloss Gadebusch; seit Juli 1945 Nutzung durch den Stab Sowjetische Armee der sowjetischen 94. Garde-Schützendivision, die Sowjetischen Streitkräfte nutzten das Gebäude bis 1993, danach privatisiert und verfallen, 2012 neuer Eigentümer und ab 2015 Umbau bis um 2019/20 zu einem Verwaltungsgebäude der Unternehmensgruppe Hydraulik Nord.
- Neue Artilleriekaserne (Schwerin)
  - Nr. 21: 4-gesch. 19-achsige verputzte „neue“ Kaserne von um 1900 (D) mit drei kurzen vorderen Flügeln; heute saniert und Sitz des Landesamtes für Verfassungsschutz und des Landesbeauftragten für Datenschutz und Informationsfreiheit
  - Nr. 29: 3-gesch. verputztes 10-achsiges ehemaliges Wohngebäude für Offiziere von 1899 auf dem Artillerieberg im Stil der Neorenaissance (D) nach Plänen von Oscar Wutsdorff, mit 6-gesch. Giebelrisalit als Schaufassade und markanten Risaliten an beiden Seitenfassaden sowie betonte Ecken und Fensterrahmungen; bis 2002/04 Umbau (815 m² Magazin) und
  - neues rückseitiges 2- und 3-gesch. Gebäude (3300 m² Magazin) nach Plänen von bbl-mv, Schwerin für die Landesbibliothek Mecklenburg-Vorpommern.
  - Nr. 31: 3-gesch. ehem. Kaserne von um 1900 (D) mit markantem Dachhaus; heute saniert und Außenstelle des Finanzamtes Schwerin
- hinter Nr. 21: 2-gesch. Neubau von 2017 bis 2020 eines Zentraldepots mit Werkstätten für die archäologischen und musealen Bestände des Landes Mecklenburg-Vorpommern (Landesamt für Kultur und Denkmalpflege (LAKD) und Staatliche Schlösser, Gärten und Kunstsammlungen (SMS)) nach Plänen der ARGE Scheidt Kasprusch – Becker Architekten (Berlin) auf der Basis eines Wettbewerbes von 2011.[3]
- Adam-Scharren-Weg Nr. 12: 3-gesch. Senioren Centrum Am Schlossgarten

### Denkmale, Gedenken
- Großherzoglich-Mecklenburgisches Wappen über den Eingang zur Artillerie-Kaserne von 1859
- Halbmeilenstein bei Nr. 29 (Landesbibliothek)

## Weblinks

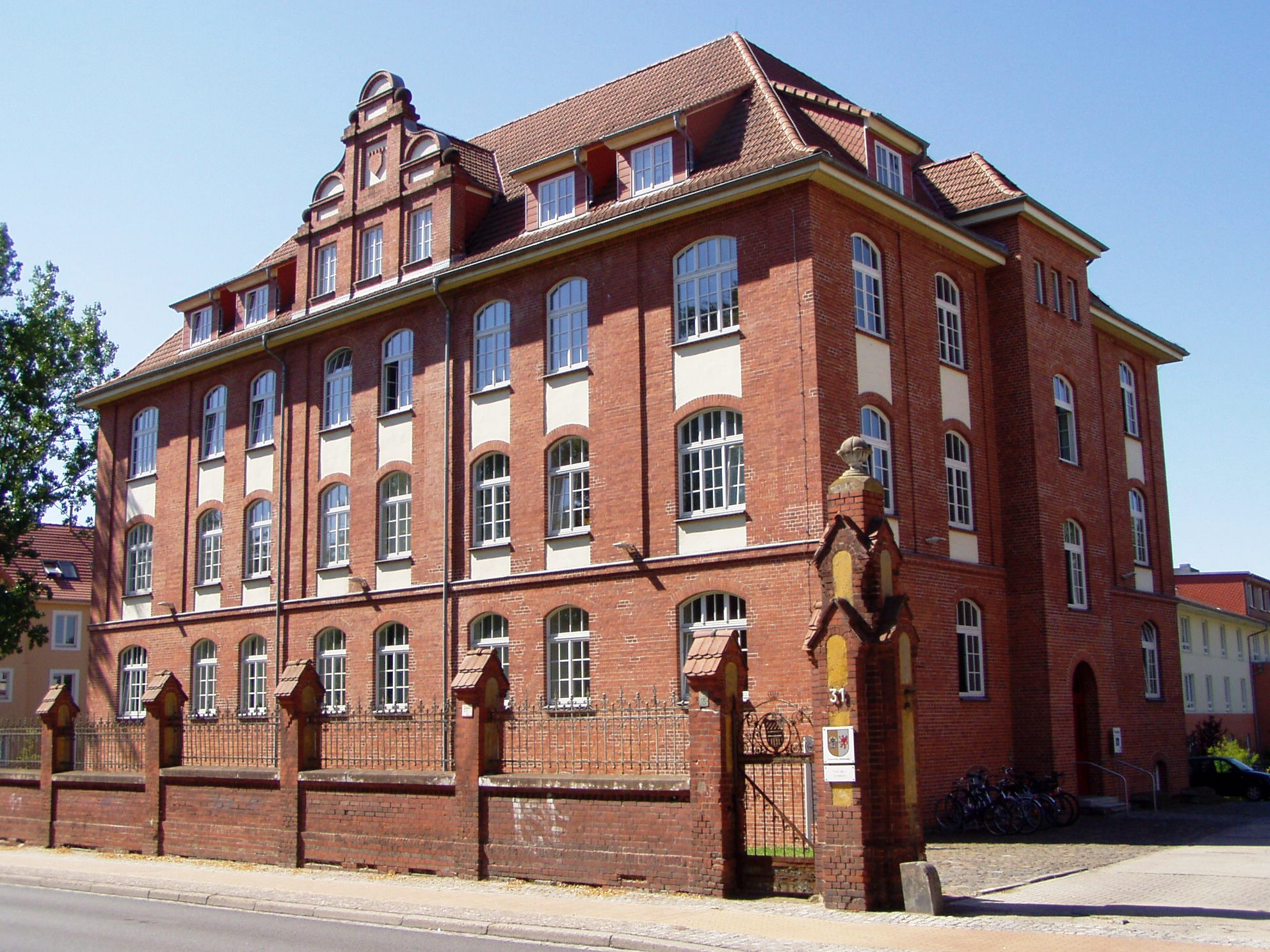
31: Finanzamt-Nebenst.
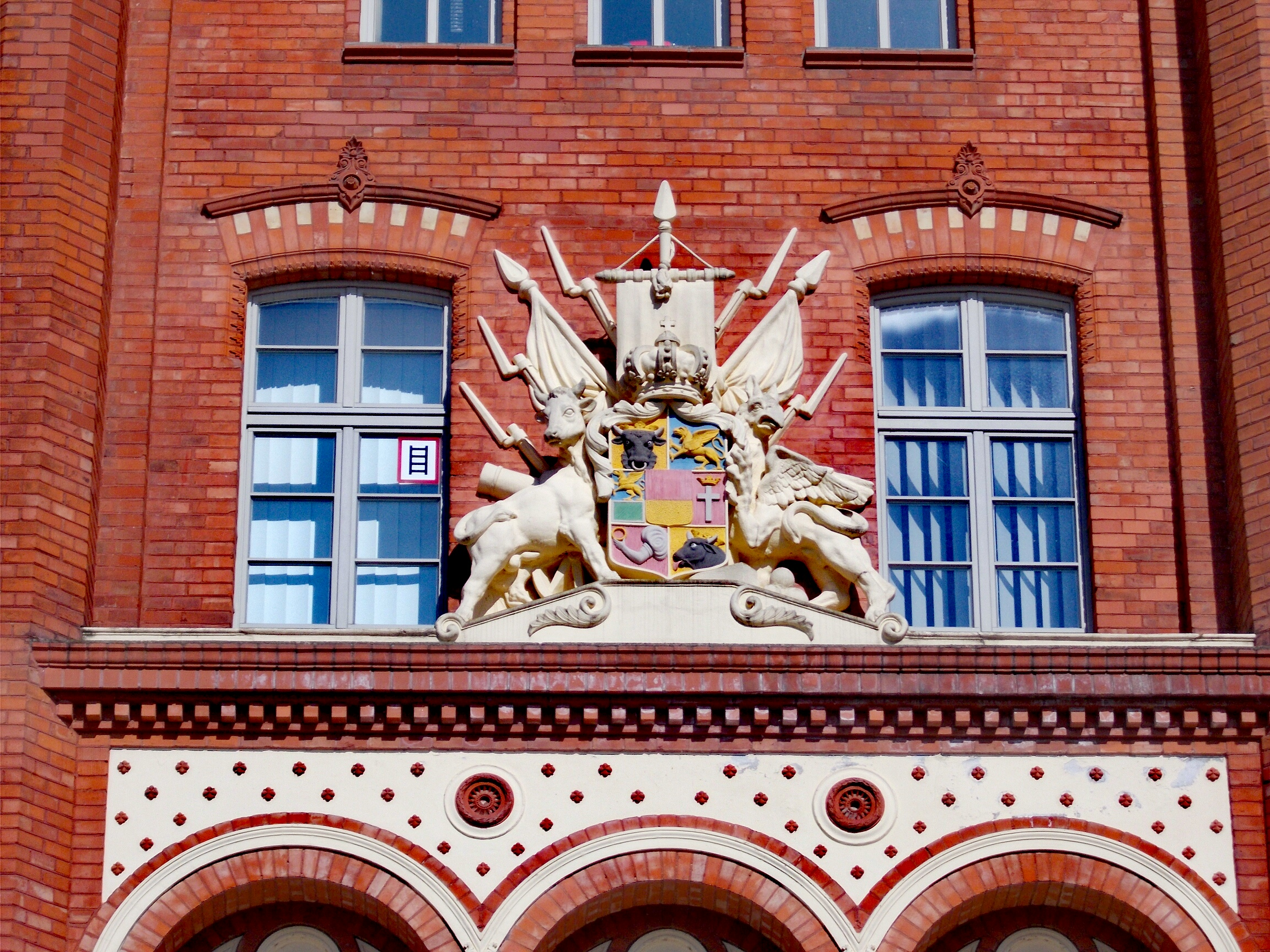
Artilleriekaserne: Wappen
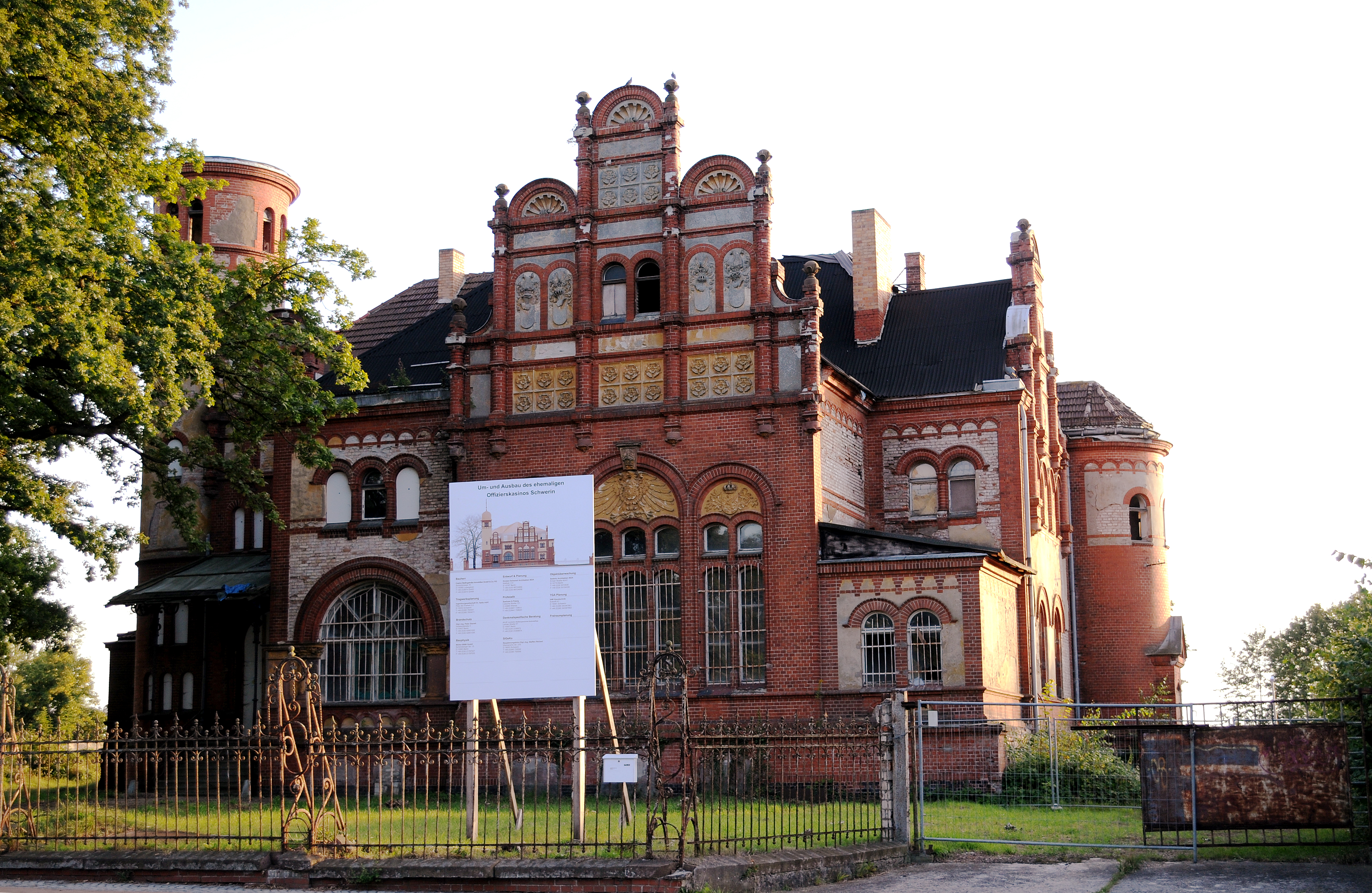
19: Offizierskasino 2014
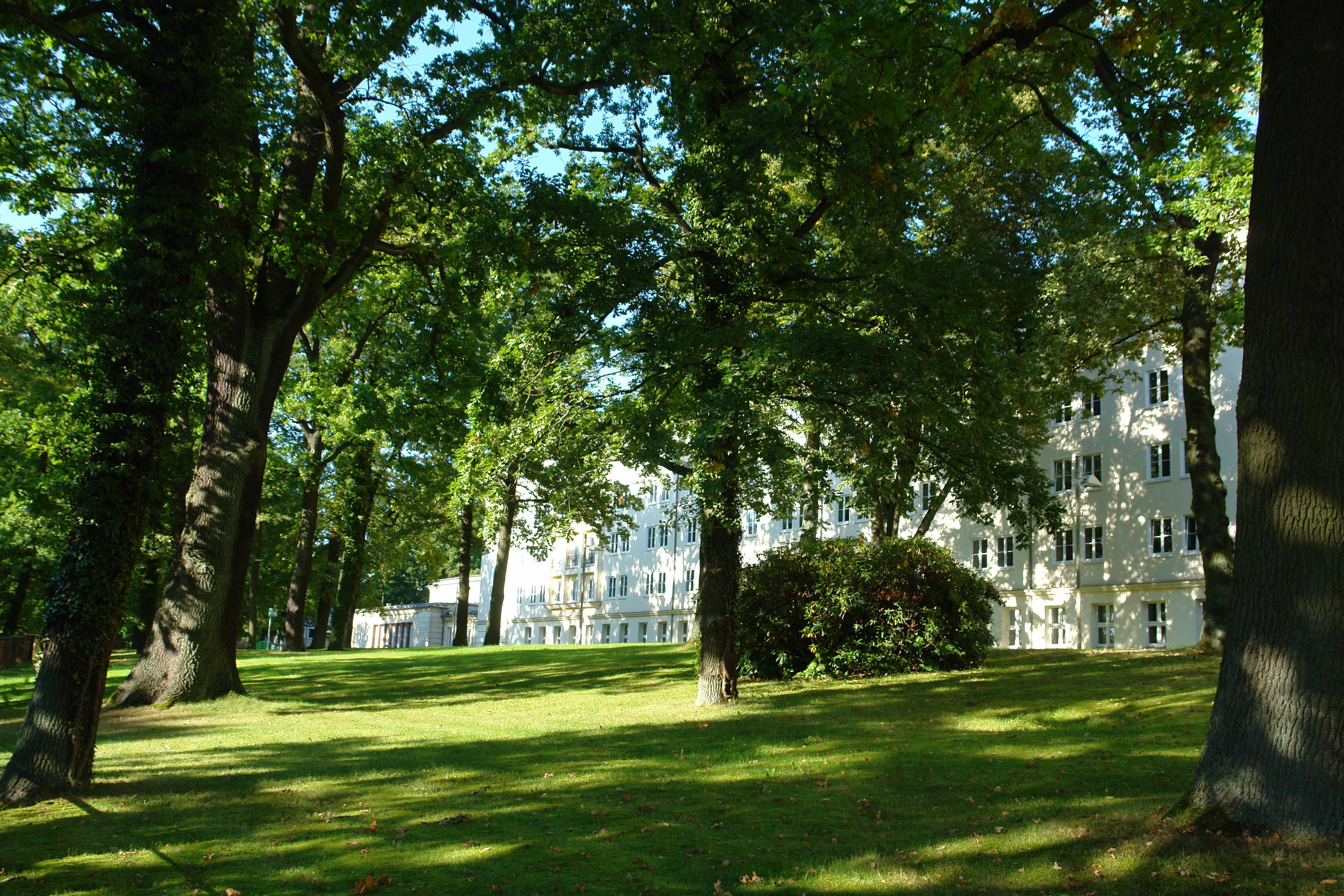
14: Wirtschaftsministerium